# Ричард Столман
Ричард Матю Столман (на английски: Richard Matthew Stallman, често съкращавано като rms) е един от основателите на Лигата за свободно програмиране през 1989 г., проекта ГНУ и Фондацията за свободен софтуер. Автор е на множество програми като компилатора GCC, дебъгера GDB, редактора ЕМАКС и други. Автор е също и на общия публичен лиценз ГНУ  – може би най-известния свободен лиценз, който дава началото на така наречения copyleft.
От средата на деветдесетте години на XX век Ричард Столман се занимава основно с изнасяне на лекции, в които говори срещу софтуерните патенти, за експанзията на законите за авторско право, както и на политическа тема.

## Биография
Столман е роден в Манхатън, Ню Йорк в семейството на Алис Липман и Даниел Столман. По време на програмистките си години става известен с инициалите си „РМС“ (RMS, името му като компютърен потребител). Дори в първата редакция на Хакерския речник пише: Ричард Столман е земното ми име, вие може да ме наричате „рмс“ (rms).
Първият му достъп до компютър е през първата му година в гимназията през 1960-те години на XX век. След завършване на гимназия Столман е нает от нюйоркския научен център на IBM. Там той написва първата си програма. След като приключва договорът му, Ричард Столман намира работа като помощник в лаборатория в департамента по биология в Рокфелерския университет. Въпреки че се е насочил към кариера в математиката или физиката, аналитичният му ум дотолкова впечатлява директора на лабораторията, че същият е разочарован, когато разбира, че Столман се е насочил към компютрите, а не към биологията.
През 1971, като първокурсник в Харвард, Столман става хакер (в първоначалния, положителен смисъл на думата) в лабораторията по изкуствен интелект на MIT.
1980-те са повратни в живота му. През тези години хакерското общество започва да изчезва. Появата на така наречения преносим (portable) софтуер – вид софтуер който може да работи на различни видове компютри, кара компаниите производители на софтуер да спрат да го разпространяват заедно с неговия изходен код и ограничават копирането, дистрибуцията и модификацията чрез закони за авторско право. Големите производители правят това, защото се страхуват, че техният софтуер може да се използва на компютри, произведени от конкурентите им.
В началото на осемдесетте някои от хакерите в MIT формират нови компании, които се занимават със софтуер със запазени права (proprietary software). Symbolics и LMI са сред тези компании. Столман смята, че Symbolics ще навредят на лабораторията и се включва в LMI. През 1982 до 1983 Symbolics се опитват да станат монополисти в лабораторията.
Столман вижда, че нещата, които трябва да прави в MIT противоречат на принципите му, които са, както сам той казва, „софтуерът иска да бъде свободен!“: ако потребител или хакер може да извлече полза от дадена програма, то дълг на разработчиците е да предоставят това право без никакви пречки и ограничения. През януари 1984 Столман напуска работата си в MIT и започва да работи постоянно за проекта ГНУ, стартирал през септември 1983.
През 1985 Ричард Столман написва ГНУ манифеста, в който обяснява причините за желанието си да създаде свободна операционна система.
През 1985 Столман популяризира идеята за copyleft, правен инструмент за защита на дистрибуцията и модификацията на свободния софтуер. Всичко върви добре, но ядрото (наречено GNU Hurd) е прекалено сложно за разработка. Използването на ГНУ лиценз позволявало и на хора извън проекта да пишат свободни програми извън ГНУ проекта. Така се появява и ядрото на Линус Торвалдс, наречено Linux Kernel. Новопоявилото се ядро се е комбинирало с ГНУ софтуера и така през 1991 се появява първата напълно свободна операционна система, наречена GNU/Linux, но заради объркването, което това име носи, много хора я наричат само Линукс.

### Лекции
- Ричард Столман в България Видео запис на лекцията на Столман, изнесена в зала 11 НДК, проведена като част от WebTech 2005 на 22 април 2005. Можете да я видите и във Vbox7, YouTube – лекция и въпроси, и като текст Архив на оригинала от 2010-05-03 в Wayback Machine.

- Лекцията на Столман в Kungliga Tekniska Högskolan – запис на лекцията проведена в Кралския шведски технологичен институт, Стокхолм, Швеция през (1986)
- Stallman Lecture, Лунд, Швеция 11 февруари, 2000
- Ричард Столман говори – на World Summit on the Information Society (2003)
- Ноември 2004, Университета в Улм, Германия: Софтуерни патенти Аудио и видео